# ليندا توماس-غرينفيلد
ليندا توماس غرينفيلد (ولدت عام 1952)، هي دبلوماسية أمريكية عملت مساعدة لوزير الخارجية الأمريكية للشؤون الأفريقية في مكتب الشؤون الأفريقية التابع لوزارة الخارجية الأمريكية في الفترة من 2013 إلى 2017. وهي كبيرة المستشارين في مجموعة ألبرايت ستونبريدج في واشنطن العاصمة.
ستشغل منصب سفير الولايات المتحدة في الأمم المتحدة بعد تنصيب الرئيس المنتخب جو بايدن.

## النشأة والتعليم
وُلِدَت توماس غرينفيلد في بيكر، لويزيانا. لقد حصلت على شهادة في الحقوق أو الفنون من جامعة ولاية لويزيانا وماجستير في الآداب من جامعة ويسكونسن-ماديسون.

## الحياة السياسية
شغلت منصب مدير قسم اللاجئين والهجرة في وزارة الخارجية الأمريكية من العام 2004 حتى العام 2006، والنائب الرئيسي لمساعد الوزير للشؤون الأفريقية من 2006 حتى 2008، وسفيرة واشنطن في ليبيريا من 2008 حتى 2012، والمدير العام للسلك الدبلوماسي ومدير الموارد البشرية في وزارة الخارجية الأميركية من 2013 حتى 2013 .

وفي العام 2013، شغلت منصب ومساعد أول لوزير الخارجية للشؤون الأفريقية، حيث ساعدت في الإشراف على الاستجابة لوباء فيروس «إيبولا»، وبقيت في منصبها حتى العام 2017، حيث أبعدها الرئيس السابق دونالد ترامب عن منصبها، كجزء من استراتيجيته في تطهير الإدارة الأميركية من كبار مسؤولي وزارة الخارجية والمهنيين.

```
عملت جرينفيلد في القطاع الخاص
، ككبير المستشارين ونائب أول لرئيس مجموعة «أولبرايت ستونبريدج» في العاصمة واشنطن، التي تعتبر إحدى شركات استراتيجيات الأعمال العالمية، وتترأسها وزيرة الخارجية الأميركية السابقة مادلين أولبرايت، وتضم مستشارين استراتيجيين، معظمهم دبلوماسيين، من مختلف أنحاء العالم.
```